# Operação Linebacker

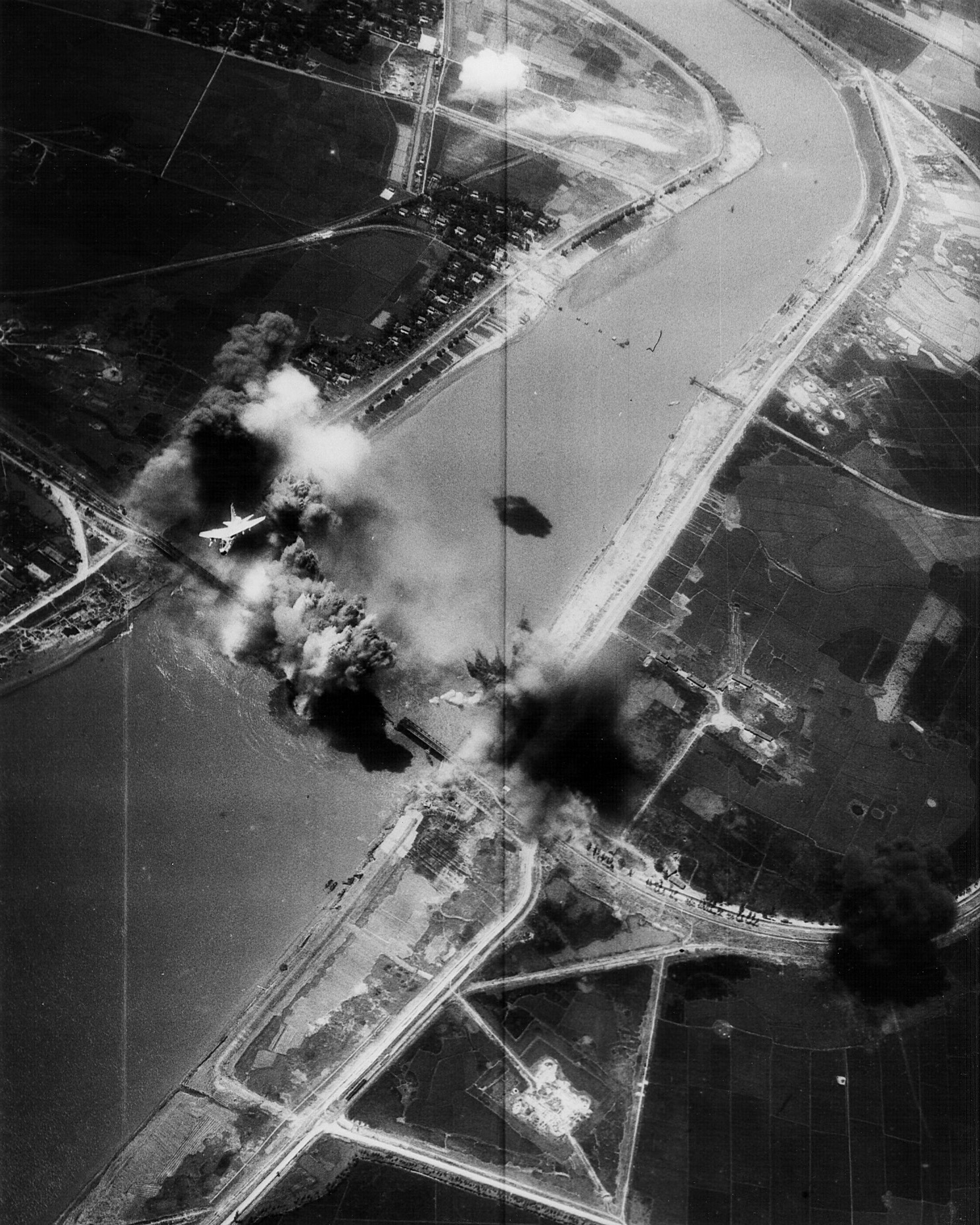
Aeronaves americanas A-7 bombardeando uma ponte em Hai Duong, 10 de maio de 1972.

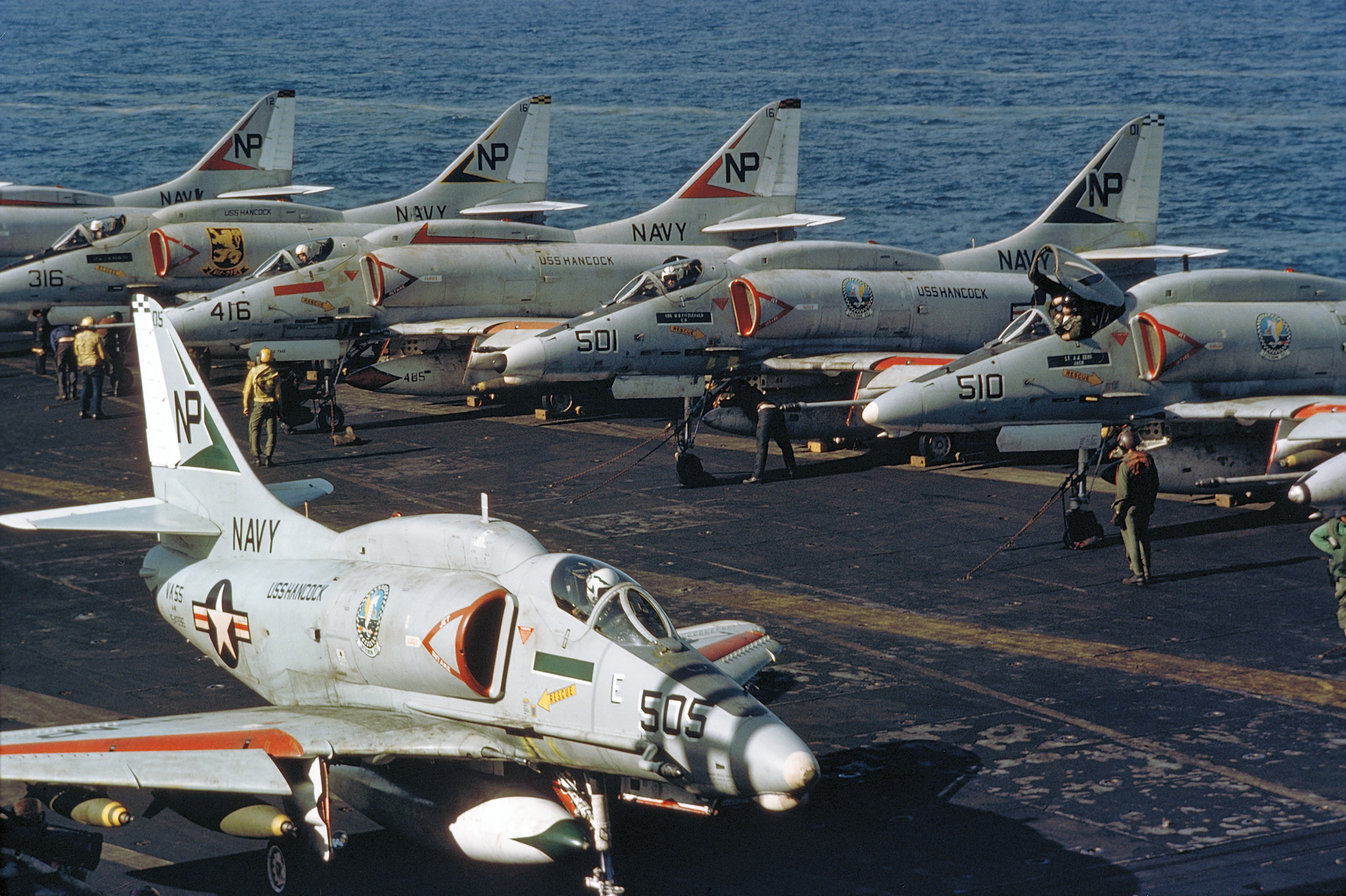
Caças da A-4F a bordo do USS Hancock se preparando para partir para o Vietnã do Norte.

A Operação Linebacker foi uma campanha de bombardeios feito pela Sétima Força Aérea e pela Força Tarefa 77 da Marinha dos Estados Unidos conduzido contra a República Democrática do Vietnã (Vietnã do Norte) de 9 de maio até 23 de outubro de 1972, durante a Guerra do Vietnã.
Seu objetivo era deter ou desacelerar o transporte de suprimentos e materiais para a chamada Ofensiva Nguyen Hue (conhecida no Ocidente como Ofensiva de Páscoa), que foi uma invasão do Vietnã do Sul por forças do Exército do Povo do Vietnã, que havia começado em 30 de março. Linebacker foi a primeira campanha de bombardeios contínuos feita contra o Vietnã do Norte desde que o presidente Lyndon B. Johnson ordenou que os ataques cessassem em novembro de 1968.
Apesar do sucesso em desacelerar o fluxo de suprimentos dos comunistas para o sul, de destruir boa parte da infraestrutura logística do Exército do Vietnã do Norte e das enormes perdas infligidas ao inimigo, a operação provou ser um fracasso tático. As pesadas baixas sofridas pelos Estados Unidos nas missões provou-se não ter valido a pena pois os bombardeios não reduziram o número de fatalidades no solo sofridas pelas forças americanas e nem o comprometimento do Norte com a guerra. Contudo foi o primeiro passo para levar o Vietnã comunista à mesa de negociações.